# Lido Tikok
Lido Tikok è una suddivisione dell'India, classificata come census town, di 6.761 abitanti, situata nel distretto di Tinsukia, nello stato federato dell'Assam. In base al numero di abitanti la città rientra nella classe V (da 5.000 a 9.999 persone).

## Società

### Evoluzione demografica
Al censimento del 2001 la popolazione di Lido Tikok assommava a 6.761 persone, delle quali 3.638 maschi e 3.123 femmine. I bambini di età inferiore o uguale ai sei anni assommavano a 845, dei quali 416 maschi e 429 femmine. Infine, coloro che erano in grado di saper almeno leggere e scrivere erano 4.493, dei quali 2.709 maschi e 1.784 femmine.